# ハンガー・ゲーム2
『ハンガー・ゲーム2』（原題: The Hunger Games: Catching Fire）は、2013年のアメリカ合衆国のSFドラマ映画である。
スーザン・コリンズの小説『ハンガー・ゲーム』三部作の2作目『ハンガー・ゲーム2 燃え広がる炎』を原作としており、映画シリーズとしても『ハンガー・ゲーム』に続いて2作目となる。
製作・配給は前作に引き続いてライオンズゲートが行った。2012年4月にゲイリー・ロスが降板し、新たにフランシス・ローレンスが監督に就任した。サイモン・ボーファイとマイケル・アーントが脚本を執筆した。撮影は2012年9月10日よりジョージア州アトランタやハワイ州で行われた。アメリカ合衆国では2013年11月22日に公開された。
ジェニファー・ローレンスは再び主人公のカットニス・エヴァディーンを演じ、他にジョシュ・ハッチャーソン、リアム・ヘムズワース、ウディ・ハレルソン、レニー・クラヴィッツ、エリザベス・バンクス、スタンリー・トゥッチ、ドナルド・サザーランド、トビー・ジョーンズ、ウィロウ・シールズも続投する。
同年7月から9月にかけて新キャストとしてフィリップ・シーモア・ホフマン、サム・クラフリン、ジェナ・マローン、リン・コーエン、メタ・ゴールディング、アマンダ・プラマー、ジェフリー・ライトの参加が発表された。

## ストーリー
第74回ハンガー・ゲームに勝利したカットニス・エヴァディーンとピータ・メラークは、12地区へ戻った後すぐに家族たちと別れて各地区を回る凱旋ツアーに出発する。カットニスとピータは、第74回ハンガーゲームの優勝者として各地区で演説をしていた。
しかし、第11地区で演説をする際、カットニスはルーの死を悼む思いから、エフィーの台本を無視し、ルーとスレッシュの家族に思いの内を素直に伝えた。それを聞いた第11地区の老人が、カットニスとピータに対し、12地区に伝わる尊敬の意味を持つ三つ指のポーズに加えたマネシカケスの音を口笛で鳴らす。それにつられ演説を聞いていた11地区の民が続々と三つ指を行う。
治安維持部隊がそれを良しとせず、最初にそれを行った老人を舞台に上げ、カットニスの目の前で老人を射殺する。カットニスは自分のせいでこうなってしまったとパニックを起こし、ヘイミッチにすがり付く。ヘイミッチはピータとカットニスに、台本通りに凱旋ツアーを進めろと教える。ピータとカットニスはそれに従い、何とか凱旋ツアーを終わらせた。
12地区に戻ってきたカットニスはしばらくは落ち着いた日々を過ごすが、ある日反抗的としてゲイルが地区駐留の治安維持部隊からムチ打ちを受けている場面に出くわす。カットニスはあわてて止めに入るが、新たに着任した隊長は引き下がらずカットニスにも銃口を向ける。そこにヘイミッチとピータが必死の説得に入り、かろうじてその場は事なきを得るのだった。解放されたゲイルはすぐさまカットニスの家に運ばれ、カットニスの母の治療を受け重症ながらも命は助かる。この事件を機にカットニスは、キャピトルに対する反逆を決する。だが、スノー大統領は25年ごとに開かれる特別大会の三回目に当たる第75回ハンガーゲームに歴代の優勝者たちを集め、カットニスの抹殺を企むのだった。
ゲームに参加するためキャピトルを再訪したカットニスたちは、そこで過去のハンガーゲーム優勝者であるフィニック、ジョアンナ、ビーティーらと出会う。この戦いで生き残るには同盟を組むことが不可欠だとヘイミッチに助言され、カットニスは誰が信頼できるか見定めようとする。
ハンガーゲーム当日となりカットニスはゲーム会場に移送される。だが、その彼女の目の前でよき理解者であるスタイリストのシナが、治安維持部隊により激しく殴打される。彼はカットニスの衣装をキャピトルに対する反抗の象徴であるマネシカケスをモチーフにしたデザインにしたことを咎められたのだった。カットニスは暴行されるシナの姿にショックを受けるも、すでにカプセルの中に入っていたためどうすることもできずそのまま会場に射出される。
今度の会場はジャングルだった。カットニスとピータはそこでフィニック、ビーティーらと同盟を組み、苦戦しながらも水不足、激しい落雷、襲い来る毒の霧などの相次ぐ困難を乗り越えていくが、その中でフィニックの恩人であるマグス、ビーティーのパートナーであるワイレスを失う。その中で最後の敵を一網打尽にすべく、カットニスらはビーティーの提案で落雷を利用したトラップを仕掛けるも、その準備中に敵の襲撃を受ける。
これを辛くも撃退したカットニスはとっさの判断で、落雷の電流が流れるケーブルを矢で会場の天井に向けて打ち込む。そこにはゲーム参加者の逃走を阻止するための電磁バリアーがはられていたが落雷の強烈な電流によりそれは崩壊する。カットニスもまた落雷により意識を失うも、崩壊した天井から降下してきた謎のホバー船により回収される。
それにはゲームの責任者であるはずのプルタークが乗り込んでおり、意識を取り戻したカットニスは彼によりスノー大統領とキャピトルに対する反乱の計画を聞かされるのだった。

## 登場人物

### 前作からの登場人物
カットニス・エヴァディーン
演:ジェニファー・ローレンス、日本語吹き替え:水樹奈々
本作の主人公。第12地区出身。第74回ハンガー・ゲームに出場し、ピータと共に勝利を収めた。本作ではキャピトルの反逆分子として目を付けられ、第75回ハンガー・ゲームで新たな死闘に挑む。前大会で自分が殺してきた参加者のことで苦悩している。
ピータ・メラーク
演:ジョシュ・ハッチャーソン、日本語吹き替え:神谷浩史
第12地区出身で、カットニスと共に第74回ハンガー・ゲームで勝利を収めた。第74回のゲームでは、自らカットニスへの恋心を抱いている事をアピールし、カットニスを困惑させた。特技の絵を利用した、カムフラージュを得意とする。
ゲイル・ホーソーン
演:リアム・ヘムズワース、日本語吹き替え:中村悠一
第12地区出身。カットニスとは狩猟仲間で、カットニスが信頼を寄せる数少ない人物の一人。
ヘイミッチ・アバナシー
演:ウディ・ハレルソン、日本語吹き替え:山寺宏一
第12地区を担当するハンガー・ゲームの教育係。酒浸りの粗野な男だが、第74回ハンガー・ゲームでは有益なアドバイスを授け、2人を勝利へと導いた。
小説版で第2回記念大会（第50回）ハンガーゲームの勝者と説明されている。
なお第2回記念大会では通常ハンガーゲームの2倍の人数（48人）の贄が戦わされた。
エフィー・トリンケット
演:エリザベス・バンクス、日本語吹き替え:坪井木の実
第12地区を担当するハンガー・ゲームの付き添い役。今回の記念大会はエフィー自身も予期しておらず、カットニス、ピータが再びハンガーゲームに狩り出されることに心を痛めている。
シナ
演:レニー・クラヴィッツ、日本語吹き替え:三宅健太
第12地区を担当するハンガー・ゲームのスタイリスト。カットニスの良き理解者。
シーザー・フリッカーマン
演:スタンリー・トゥッチ、日本語吹き替え:岩崎ひろし
ハンガー・ゲームで出場者へのインタビューを担当する司会者。巧みな話術で相手の発言を引き出し、観客を盛り上げることに長けている。
クラウディウス・テンプルスミス
演:トビー・ジョーンズ
ハンガー・ゲーム本編を担当する司会者。
コリオラヌス・スノー大統領
演:ドナルド・サザーランド、日本語吹き替え:稲垣隆史
カットニスらの暮らす国パネムを治める最高権力者。カットニスを国家への反逆分子として抹殺すべく画策する。
プリムローズ・エヴァディーン
演:ウィロウ・シールズ、日本語吹き替え:釘宮理恵
カットニスの妹。愛称はプリム。

### 本作からの登場人物
プルターク・ヘヴンズビー
演:フィリップ・シーモア・ホフマン、日本語吹き替え:石住昭彦
第75回ハンガー・ゲームで新しくゲームメイカーのチーフを務める男。
フィニック・オデイル
演:サム・クラフリン、日本語吹き替え:前野智昭
第4地区出身の男。かつてのハンガー・ゲームでわずか14歳で勝利を収めた頭脳派。武器は鉾。同地区の優勝者に思いを寄せる女性がいる。
マグスとは同地区の優勝者、教育係として関わりがあり、さらには、今大会でフィニックが思いを寄せる女性が抽選で選ばれた際にマグスが身代わりとして願したため、マグスを守ろうと行動する。
かつてのハンガーゲームで、そのビジュアルからキャピトルの人気を集め食糧や薬に加え、多くの物資を手にし最終的には三つ又の槍をキャピトルから送らせる結果になり勝利を収めた。カットニスによると、ハンガーゲーム史上最大金額の物資ではないかと推測される。
ジョアンナ・メイソン
演:ジェナ・マローン、日本語吹き替え:生天目仁美
第7地区出身の女。かつてのゲームでか弱いふりをして敵を欺き、勝利を収めた。実際はエキセントリックな性格。武器は斧。
ビーティー
演:ジェフリー・ライト、日本語吹き替え:ふくまつ進紗
第3地区出身の男。武力が長けているわけではないが科学に精通している。かつてのゲームで、数名の贄を同時に感電させることで勝利を収めた。
マグス
演:リン・コーエン
第4地区出身の女。最高齢の優勝経験者。フィニックの教育係だったが、第75回ハンガー・ゲームに前作のカットニス同様、同地区の優勝者の代わりとして自ら出場を志願。武器は千枚通し。
グロス
演:アラン・リッチソン
第1地区出身の男。武器はナイフと短剣。姉のカシミアが優勝した次のハンガーゲームに出場、勝利を収めた。
カシミア
演:ステファニー・リー・シュルント
第1地区出身の女。グロスの姉。グロスが優勝したハンガーゲームの1年前のハンガーゲームで優勝。
ブルータス
演:ブルーノ・ガン
第2地区出身の男。武器は槍。体が大きいため、槍を使わずともかなりの実力がある。
エノバリア
演:メタ・ゴールディング
第2地区出身の女。かつてのハンガーゲームで相手の男の喉笛を噛みきることで勝利を収め、その後、パフォーマンスとして自身の歯を尖らせた。
ワイレス
演:アマンダ・プラマー
第3地区出身の女。武器はコイル。
原作小説にて、直感で危険を察知することができるとビーティーから明かされた。

## キャスト
| 役名                           | 俳優                           | 日本語吹替   |
| 役名                           | 俳優                           | 劇場公開版   |
| ------------------------------ | ------------------------------ | ------------ |
| カットニス・エヴァディーン     | ジェニファー・ローレンス       | 水樹奈々     |
| ピータ・メラーク               | ジョシュ・ハッチャーソン       | 神谷浩史     |
| ゲイル・ホーソーン             | リアム・ヘムズワース           | 中村悠一     |
| ヘイミッチ・アバナシー         | ウディ・ハレルソン             | 山寺宏一     |
| エフィー・トリンケット         | エリザベス・バンクス           | 坪井木の実   |
| シナ                           | レニー・クラヴィッツ           | 三宅健太     |
| シーザー・フリッカーマン       | スタンリー・トゥッチ           | 岩崎ひろし   |
| クラウディウス・テンプルスミス | トビー・ジョーンズ             | 小室正幸     |
| コリオラヌス・スノー大統領     | ドナルド・サザーランド         | 稲垣隆史     |
| プリムローズ・エヴァディーン   | ウィロウ・シールズ             | 釘宮理恵     |
| プルターク・ヘヴンズビー       | フィリップ・シーモア・ホフマン | 石住昭彦     |
| フィニック・オデイル           | サム・クラフリン               | 前野智昭     |
| ジョアンナ・メイソン           | ジェナ・マローン               | 生天目仁美   |
| ビーティー                     | ジェフリー・ライト             | ふくまつ進紗 |
| マグス                         | リン・コーエン                 |              |
| グロス                         | アラン・リッチソン             | 松本忍       |
| カシミア                       | ステファニー・リー・シュルント | 合田絵利     |
| ブルータス                     | ブルーノ・ガン                 | 山本格       |
| エノバリア                     | メタ・ゴールディング           |              |
| ワイレス                       | アマンダ・プラマー             | 衣鳩志野     |
| シャフ                         | E・ロジャー・ミッチェル        |              |
| シーダー                       | マリア・ハウエル               |              |
| セシリア                       | エレナ・サンチェス             |              |
| ブライト                       | ボビー・ジョーダン             |              |
| ウーフ                         | ジョン・カジノ                 |              |
| カットニスの母親               | ポーラ・マルコムソン           | 金野恵子     |

## 製作

### プリプロダクション
ライオンズゲートは『ハンガー・ゲーム』の続編として、『ハンガー・ゲーム2 燃え広がる炎』を原作とした『The Hunger Games: Catching Fire』を2013年11月22日に公開し、主要撮影を2012年9月より開始予定であることを発表した。脚本執筆にはサイモン・ボーファイが雇われて草案を2つ書いた。撮影期間はジェニファー・ローレンスが『X-MEN:ファースト・ジェネレーション』の続編の『X-MEN:フューチャー&パスト』を2013年1月に控えていたために、ライオンズゲートと20世紀フォックスのあいだで調整された。
2012年4月10日、前作の監督であるゲイリー・ロスは製作スケジュールの問題により今作からは降板した。今作の監督にはベネット・ミラー、ジョー・コーニッシュ、フランシス・ローレンス、フアン・アントニオ・バヨナらが検討された。2012年4月19日、フランシス・ローレンスが監督にオファーされていることが報じられた。情報源によると、ジェニファー・ローレンスのスケジュールに合わせるために2012年12月までに撮影を行う必要がある。しかしながら『X-MEN:フューチャー&パスト』から監督が降板し、同作の撮影開始が2013年4月に延期されると、ジェニファー・ローレンスの『ハンガー・ゲーム2』への撮影参加可能期間は2013年3月まで延長された。2012年5月3日、ライオンズゲートはフランシス・ローレンスが監督に就任したことを正式に発表した。2日後、『トイ・ストーリー3』、『リトル・ミス・サンシャイン』で知られるマイケル・アーントが脚本書き直し役として交渉中であることが報じられた。2012年5月24日、タイトルが『The Hunger Games: Catching Fire』に変更され、またアーントが新たな脚本家になることが明かされた。映画はIMAX形式で撮影された場面が含まれる予定である。

### キャスティング
2012年7月、ジェナ・マローンがジョアンナ・メイソン、アマンダ・プラマーがウィレス、フィリップ・シーモア・ホフマンがプルターク・ヘヴンズビーを演じることが発表された。続いて8月、リン・コーエンがマグス役にキャスティングされたことが発表された。8月9日にはアラン・リッチソンがグロス役、22日にはサム・クラフリンがフィニック・オデイル役、9月7日にはジェフリー・ライトはビーティー役にキャスティングされた。

### 撮影
ジェニファー・ローレンス、ジョシュ・ハッチャーソン、リアム・ヘムズワースは映画のために再び髪を染めた。またローレンスは役作りのためにトレーニングを行った。
2012年9月10日に撮影が始まり、12月21日に一部のキャストのために中断した。クリスマス休暇が終了した後、2013年1月半ばにメインキャストたちの撮影が再開し、賞レースシーズンには再び保留された。2013年3月に主要撮影が再開され、完了した。撮影はまずジョージア州アトランタで行われ、その後アリーナの場面のためにハワイ州に移った。キャストとスタッフは1日14時間、週6日働いた。MTVのインタビューでハッチャーソンは、アリーナの場面は全てIMAX撮影されたことを明かした。ジェニファー・ローレンスとリアム・ヘムズワースは1月31日と2月1日にニュージャージー州で本編冒頭の第12地区の場面を撮影した。

## サウンドトラック
2012年10月、前作の音楽を手がけた作曲家のジェームズ・ニュートン・ハワードが本作でも起用されることが明かされた。アメリカ合衆国のバンドのウィー・ザ・キングスは「The Art of War」を録音し、公式サウンドトラックに収録する交渉をした。

### スコア盤
| #   | タイトル                        | 作詞 | 作曲・編曲 | 時間 |
| --- | ------------------------------- | ---- | ---------- | ---- |
| 1.  | 「Katniss」                     |      |            | 1:42 |
| 2.  | 「I Had to Do That」            |      |            | 2:22 |
| 3.  | 「We Have Visitors」            |      |            | 3:01 |
| 4.  | 「Just Friends」                |      |            | 1:29 |
| 5.  | 「Mockingjay Graffiti」         |      |            | 1:44 |
| 6.  | 「The Tour」                    |      |            | 5:56 |
| 7.  | 「Daffodil Waltz」              |      |            | 0:26 |
| 8.  | 「Waltz in A (Op. 39, No. 15)」 |      |            | 0:43 |
| 9.  | 「Fireworks」                   |      |            | 3:05 |
| 10. | 「Horn of Plenty」              |      |            | 0:36 |
| 11. | 「Peacekeepers」                |      |            | 5:55 |
| 12. | 「Prim」                        |      |            | 2:08 |
| 13. | 「A Quarter Quell」             |      |            | 2:05 |
| 14. | 「Katniss is Chosen」           |      |            | 3:18 |
| 15. | 「Introducing the Tributes」    |      |            | 1:29 |
| 16. | 「There's Always a Flaw」       |      |            | 1:48 |
| 17. | 「Bow and Arrow」               |      |            | 1:07 |
| 18. | 「We're a Team」                |      |            | 1:52 |
| 19. | 「Let's Start」                 |      |            | 2:02 |
| 20. | 「The Games Begin」             |      |            | 4:43 |
| 21. | 「Peeta's Heart Stops」         |      |            | 2:10 |
| 22. | 「Treetops」                    |      |            | 1:22 |
| 23. | 「The Fog」                     |      |            | 4:58 |
| 24. | 「Monkey Mutts」                |      |            | 4:44 |
| 25. | 「Jabberjays」                  |      |            | 1:33 |
| 26. | 「I Need You」                  |      |            | 3:57 |
| 27. | 「Broken Wire」                 |      |            | 3:53 |
| 28. | 「Arena Crumbles」              |      |            | 1:43 |
| 29. | 「Good Morning Sweetheart」     |      |            | 3:07 |

## 公開
プレミア上映は2013年11月11日にロンドンのオデオン・レスター・スクエア・シアターで行われた。北米では2013年11月22日に通常及びIMAX劇場で封切られた。また一部の国々では4DX形式でも上映された。

## 評価

### 興行収入
2013年12月27日時点で北米では累計で3億7788万4011ドル、北米外では3億9360万ドル、全世界で7億7148万4011ドルを売り上げている。全世界歴代47位の成績である。
北米外
2013年11月15日にブラジルで公開が始まり、初日に240万ドル、週末に526万ドルを売り上げた。翌週水曜と木曜には42カ国で封切られ、1週間で3200万ドルを売り上げた。さらに63ヵ国で封切られ、初週末に合計で1億4660万ドルを売り上げた。
北米
『ハンガー・ゲーム2』の前売りチケットはファンタンゴでは2013年最大の売上であり、さらに12月11日には『アバター』を超えてファンタンゴ史上最高の売上となった。木曜の深夜上映では2530万ドルを売り上げた。公開初日には7100万ドルを売り上げた。これは前作の6730万ドルを上回り、歴代では7位の初日及び単日成績である。初週末に1億5810万ドルを売り上げ、初登場1位となった。この週末興行収入は2013年の作品としては『アイアンマン3』（1億7410万ドル）に次いで2位、歴代では6位、11月公開作品としては『ニュームーン/トワイライト・サーガ』（1億4290万ドル）を上回って史上最高である。翌週末も引き続き1位となり、また感謝祭5日間では1億1020万ドルを売り上げ、『ハリー・ポッターと賢者の石』の8240万ドルを上回って史上最高となった。
2014年1月8日付けで全米興行収入は1作目の4億80万ドルを突破。更に、『アイアンマン3』の4億90万ドルを突破し、2013年公開作品では年間1位となった。シリーズ作品が2作連続で全米4億ドルを突破するのは、史上初である。

### 批評家の反応
Rotten Tomatoesでは235件のレビューで支持率は90%、平均点は7.5/10となった。Metacriticでは47件のレビューで加重平均値は75/100となった。

### 受賞とノミネート
| 年                       | 賞                               | 部門                  | 候補                     | 結果       |
| ------------------------ | -------------------------------- | --------------------- | ------------------------ | ---------- |
| 2013                     |                                  |                       |                          |            |
| ゴールデン・トレイラー賞 | アクションポスター賞             | アクションポスター賞  | ノミネート               |            |
| ゴールデン・トレイラー賞 | インディペンデントポスター賞     | Victory Tour Close Up | ノミネート               |            |
| ハリウッド映画賞         | 楽曲賞                           | "Atlas"               | 受賞                     |            |
| 2014                     | グラミー賞                       | "Atlas"               | ビジュアルメディア作曲賞 | ノミネート |
| 2014                     | ゴールデングローブ賞             | "Atlas"               | 主題歌賞                 | ノミネート |
| 2014                     | クリティクス・チョイス・アワード | アクション映画賞      | アクション映画賞         | ノミネート |
| 2014                     | クリティクス・チョイス・アワード | アクション映画女優賞  | ジェニファー・ローレンス | ノミネート |
| 2014                     | クリティクス・チョイス・アワード | 歌曲賞                | "Atlas"                  | ノミネート |
| 2014                     | IGNの2013年映画賞                | 映画賞                | 映画賞                   | 未決定     |
| 2014                     | IGNの2013年映画賞                | SF映画賞              | SF映画賞                 | 未決定     |
| 2014                     | IGNの2013年映画賞                | 映画ポスター賞        | IMAXポスター賞           | 未決定     |

## Blu-ray / DVD
2014年4月18日発売。発売・販売元はKADOKAWA 角川書店。
- ハンガー・ゲーム2 プレミアム・エディション（5枚組・初回限定生産）
- ハンガー・ゲーム2 ブルーレイ（2枚組）
- ハンガー・ゲーム2 DVD（プレミアム・エディション ディスク2と同様）